# Зелений Марш
Зелений Марш (фр. Marche Verte, англ. Green March) — пілотажна група Королівських ВПС Марокко.
Команду засновано у 1988 (за іншими даними — у 1984) році за наказом короля Хасана II. Створення команди було доручено французькому пілоту Жан-П’єру Отеллі.
На початку команда складалася з двох Mudry CAP 230, згодом кількість було розширено до семи. Протягом своєї історії підрозділ використовував також: FFA AS 202 Bravo, Mudry CAP 10, Mudry CAP 231. Станом на 2024 рік команда виступає на семи літаках Mudry CAP 232.
Усі літаки команди пофарбовані в червоний колір із зеленою стрілкою на боку, оточеною жовтими лініями, з зеленою зіркою на хвості. Дим використовується білий.
Назва команди відсилає до «Зеленого маршу» — масової демонстрації марокканців 1975 року, внаслідок якої було анексовано Західну Сахару.
Видатною особливістю команди є те, що під час зльоту і перших семи хвилин 23-хвилинного шоу літаки з'єднані між собою тросами. Пілоти виконують маневри, не розриваючи троси до визначеного моменту, коли стрій розходиться в сторони (фігура «Маракешська Пальма»). Також унікальним номером «Зеленого Маршу» є дзеркальна петля, яку один літак виконує у нормальному польоті, а другий — летячи над ним у перевернутому польоті.